# Triumvirátus
A triumvirátus (eredeti latin változata triumviratus) három ember szövetsége. A Római Birodalom története folyamán két triumviratus köttetett, noha ezek közül az egyik nem hivatalosan. Mindkét szövetség a köztársaság válságának időszakában jött létre, hogy azonos – vagy közel azonos – befolyással és hatalommal bíró politikusok saját karrierjük érdekében ahelyett, hogy egymás ellen folytatták volna a harcot, pillanatnyi érdekazonosságuk következtében összehangoltan vehessék fel a versenyt közös, pályafutásukat gátló ellenfeleikkel szemben.

## Az első triumvirátus
Az első triumvirátust utólag nevezték el a történetírók, mivel ez az érdekszövetség sosem volt hivatalos, állami jellegű. Létrehozói Caius Iulius Caesar, Cnaeus Pompeius Magnus és Marcus Licinius Crassus voltak (i. e. 60). A három politikus titokban megállapodott, hogy korábbi érdekellentéteiket félretéve összehangolják működésüket. Pompeius és Caesar még családi kapcsolattal is megpecsételte az egyezséget, amikor Pompeius Caesar veje lett (ld. Iulia Caesaris), politikustársa pedig Pompeius egy hívének, bizonyos Lucius Calpurnius Pisónak a lányát vette feleségül. A következő évben elérték Caesar consullá választását, ő pedig valóban betartotta ígéreteit: a Kr. e. 59-es évben a Pompeius-párti veteránok közbelépésének köszönhetően gyakorlatilag egymaga irányította az államügyeket. Letelepítette Pompeius veteránjait, legalizálta annak keleti intézkedéseit, Crassus és lovagrendi támogatói érdekében pedig leszállította a provinciális adóbérlet összegét.
Két társa ezt követően támogatta Caesar öt évre szóló imperiumának megadását Illyricum és Gallia Cisalpina, majd a helytartó halála után Gallia Narbonensis tartományban. A proconsul ezt követően megindította a galliai háborút, ami hihetetlenül megnövelte népszerűségét a plebs és a katonái körében. Ezt persze elsősorban Pompeius vette igen rossz néven, és ekkor közeledni kezdett a Caesar hatalmának növekedésétől rettegő senatushoz. Caesar minderről értesült, ezért megpróbálta megújítani a szövetséget. Kr. e. 56-ban került sor az ún. lucai találkozóra, amin a senatus tekintélyes része is részt vett. Az itt kötött megállapodás értelmében Crassus és Pompeius Kr. e. 55-ben is consul lehetett, majd 5-5 évre imperiumot kaptak (Pompeius Hispania, Crassus Syria területére), és Caesar felhatalmazását is meghosszabbították.
Caesar ezután töretlenül aratta a babérokat a gallok ellen, Crassus pedig úgy ítélte meg – helyesen –, hogy helyzete a másik két triumviréhez képest meglehetősen gyenge. A hadsereg és a nép Caesar, a politikai elit pedig Pompeius mögött sorakozott fel. Ő úgy döntött, hogy egy Pártus Birodalom elleni hadjárattal szerzi meg a szükséges népszerűséget és támogatást, ezért még a consuli év lejárta előtt keletre utazott. Számítása talán be is vált volna, azonban a Kr. e. 54-ben sikeresen induló hadjárat Kr. e. 53-ban hatalmas vereséggel zárult Carrhae-nál. A visszavonuló Crassust végül a pártusok tőrbe csalták és megölték. Ezzel felbomlott az első triumvirátus.

## A második triumvirátus
Kr. e. 43 novemberében Marcus Aemilius Lepidus, Marcus Antonius és Caius Octavianus megegyezett, amit senatusi felhatalmazás is megpecsételt. Ez volt az első és egyetlen hivatalos triumvirátus. A határozat alapján „tresviri rei publicae constituendae” felosztotta egymás között a birodalom ellenőrzésük alatt álló, nyugati felét (Lepidus Hispaniát és Gallia Narbonensist, Antonius Gallia Cisalpinát és Transalpinát, Octavianus pedig Itáliát, a szigeteket és az afrikai tartományokat kapta meg) és 5-5 évre rendkívüli teljhatalmat kaptak. Ezt ők először proscriptiók útján történő pénzszerzésre használták, amiből elég erőt gyűjtöttek a már majdnem két éve készülődő köztársaságpártiak ellen. Kr. e. 42-ben győzelmet arattak a philippi csatában, majd a hadműveletekben részt vevő Octavianus és Antonius újraosztotta a birodalmat. A consulként Itáliában maradó Lepidust megfosztották hatalmától arra hivatkozva, hogy összejátszott Sextus Pompeiusszal, ám az ártatlanság vélelme miatt fenntartották számára az afrikai tartományokat. Már ekkor recsegni kezdett a második triumvirátus: Lepidus alávetett szerepbe került, Antonius felesége, Fulvia Antonia és fivére, Lucius Antonius felkeltek Octavianus ellen (ld. perusiai háború). Ekkor még helyreállt a béke Antonius és Octavianus között.
A triumvirátus végét ezúttal is a leggyengébb tag kiesése okozta. Kr. e. 37-ben a megújított triumvirátusban még szerepelt Lepidus, de már teljes mértékben hatalom nélkül. Afrikából kiindulva Kr. e. 36-ban még megpróbálta átvenni a hatalmat Octavianus Szicíliát meghódító katonasága felett, ám ehhez nem volt elég karizmatikus. Végül könyörögnie kellett ellenfele lábai előtt az életéért, amit az nagy kegyesen meghagyott, de Lepidus már névleges hatalmát is elvesztette. A második triumvirátus felbomlott, és a principatus kialakulását követően soha többé nem jött létre új hármas szövetség.